# Circonscription de Monash
 (signalé en mai 2025).
Si vous disposez d'ouvrages ou d'articles de référence ou si vous connaissez des sites web de qualité traitant du thème abordé ici, merci de compléter l'article en donnant les références utiles à sa vérifiabilité et en les liant à la section « Notes et références ».
- Archive Wikiwix
- Bing
- Cairn
- DuckDuckGo
- E. Universalis
- Gallica
- Google
- G. Books
- G. News
- G. Scholar
- Persée
- Qwant
- (zh) Baidu
- (ru) Yandex
- (wd) trouver des œuvres sur Wikidata

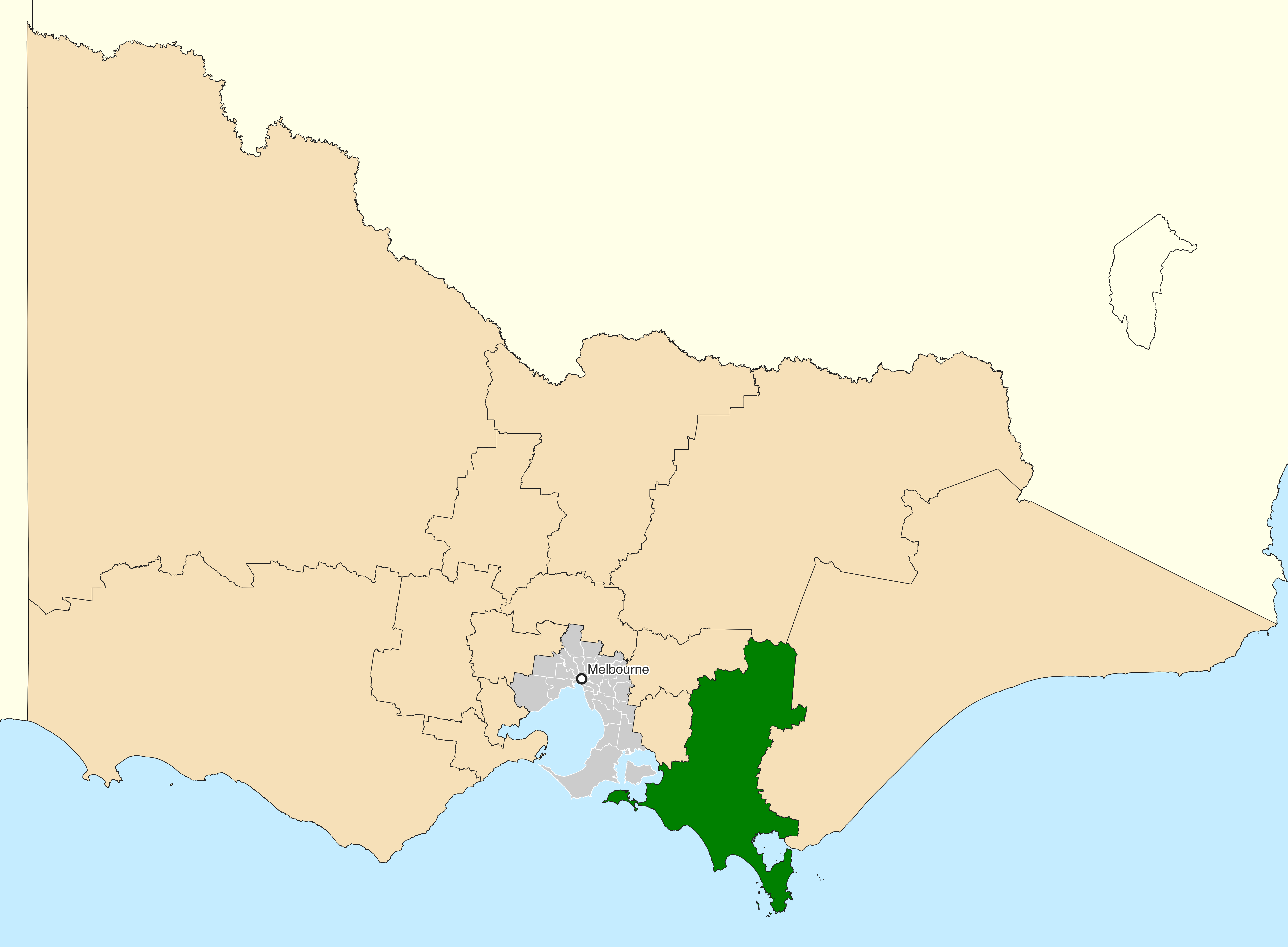
Localisation de Monash en Victoria.

La circonscription de Monash est une circonscription fédérale australienne en Victoria. Il a été créé en 2019, remplaçant McMillan.

## Députés
| Image | Nom               | Parti   | Période de mandat |
| ----- | ----------------- | ------- | ----------------- |
|       | Russell Broadbent | Libéral | 2019–présent      |